# Gerd Naujoks
Gerd Naujoks (* 15. Juli 1959; † 31. Dezember 2013) war ein deutscher Leichtgewichts-Ruderer, der bei Weltmeisterschaften eine Bronzemedaille gewann.

## Sportliche Karriere
Gerd Naujoks trat zweimal bei Weltmeisterschaften im Leichtgewichts-Einer an. 1982 in Luzern erreichte er als Vierter die Ziellinie zweieinhalb Sekunden nach dem Drittplatzierten. Im Jahr darauf bei den Weltmeisterschaften in Duisburg konnte sich nur der Däne Bjarne Eltang vom Feld absetzen. Zweieinhalb Sekunden dahinter erruderte der Brite John Melvin Silber mit 0,24 Sekunden Vorsprung vor Gerd Naujoks, der seinerseits 0,21 Sekunden vor Paul Fuchs aus den Vereinigten Staaten ins Ziel kam.
Gerd Naujoks ruderte für den niedersächsischen Ruderverein Hoya von 1926. Beim Deutschen Meisterschaftsrudern gewann er seinen einzigen Meistertitel 1983. 1984 und 1985 wurde er jeweils Zweiter hinter Christian-Georg Warlich, 1993 wurde er Dritter.